# سیارک ۴۱۹۸
سیارک ۴۱۹۸ (به انگلیسی: 4198 Panthera، نامگذاری:1983CK1) چهار هزار و صد و نود و هشتمین سیارک کشف شده‌است که در ۱۱ فوریه ۱۹۸۳ کشف شد.
قدر مطلق سیارک برابر ۱۲٫۸۰ است.